# 김필수 (공학자)
김필수(1960년 12월 22일 ~)는 대한민국의 자동차 공학자로, 현재 대림대학교 자동차공학과 교수로 재직중이다.

## 학력
- 경기고등학교 졸업
- 동국대학교 전기공학 학사
- 동국대학교 대학원 석사
- 동국대학교 대학원 박사

## 약력
- 1992년 ~ 1996년 : 충청대학교 전기과 교수
- 1996년 ~ 현재 : 대림대학 자동차과 교수
- 1998년 : XIT 기술자문위원
- 2001년 ~ 현재 : 대한자동차기술학회 부회장
- 2002년 ~ 현재 : 한국자동차기술인협회 이사
- 2003년 ~ 현재 : 한국자동차진단보증협회 이사
- 2009년 5월 : 서울오토살롱 조직위원회 위원장
- 2010년 5월 : 서울오토서비스 서울오토살롱 조직위원회 위원장
- 2021년 3월 ~ 2021년 4월 : 국민의힘 4·7재보궐선거 서울시장 보궐선거 선거대책위원회 자문위원

## 저서
- 《자동차 전기》(동진, 1999.01.20)
- 《자동차 전자제어》(동진, 1999.08.25)
- 《자동차 전기 실험》(동일출판사, 2000.01.10)
- 《자동차 전기 실험》(동일출판사, 2000.08.05)
- 《자동차 전자제어 실무》(기한재, 2002.01.07)
- 《중고차벗겨보기 1》(웅보출판사, 2002.10.24)
- 《기본 자동차 전기》(동진, 2004)
- 《한국 자동차업계 이슈 진단》(오토북스, 2006.06.05)
- 《자동차 세상속으로 변해라 그래야 산다》(골든벨, 2007.06.11)
- 《위기의 자동차 산업 여기에 길을 묻다》(골든벨, 2009.05.25)
- 《파형분석기법》(골든벨, 2010.01.05)
- 《자동차성능공학》(골든벨, 2011.08.05)
- 《에코드라이브》(골든벨, 2012.05.25)
- 《김필수가 말하는 자동차 시대》(골든벨, 2012.05.25)
- 《자동차 어떻게 갈까? Stop 앤 Start》(골든벨, 2012.07.25)